# Брайант, Крис
Кристофер Джон Брайант (англ. Christopher John Bryant, родился 11 января 1962 года) — валлийский политик, с 7 июня 2001 года — член палаты общин Соединённого Королевства от округа Рондда от Лейбористской партии, с 5 октября 2008 года — заместитель лидера палаты общин. Баллотировался на выборы спикера в ноябре 2019 года. Был англиканским диаконом, священником и викарием. Открытый гей.

## Биография
Родился в семье шотландки и валлийца. Изначально консерватор, Брайант перешёл в Лейбористскую партию в 1986 году. В 1991 году покинул служение в церкви, решив, что невозможно быть геем и священником, после чего устроился работать в избирательный штаб к лейбористам, а затем стал председателем Христианско-социалистического движения. С 1996 года также занимался написанием книг, включая историю британского парламента и биографии Стаффорда Криппса и Гленды Джексон.
Выставлял свою кандидатуру на парламентских выборах 1997 года, но проиграл на 2 тысячи голосов и впервые прошёл в Палату общин уже в 2001 году. В 2003 году поддержал участие Великобритании во вторжении в Ирак, но в 2006 году с Шеном Саймоном организовал письмо 15 депутатов-лейбористов, призывавших к отставке Тони Блэра. В октябре 2009 года назначен куратором британо-российских международных отношений.
В 2019 году подписал «Открытое письмо против политических репрессий в России».

## Священство
После получения первой степени Брайант начал свое обучение, чтобы стать викарием Англиканской церкви в колледже Рипон Каддесдон в Оксфордшире. Там он получил еще одну степень по теологии.
В 1986 году он был рукоположён в сан диакона, а в 1987 году в сан священника. Служил викарием в церкви Всех Святых в Хай-Уикоме с 1986 по 1989 год, а затем в качестве молодежного капеллана в Питерборо. Путешествовал по Латинской Америке
В 1991 году Брайант покинул рукоположённое служение, решив, что быть геем и быть священником несовместимо. Заявления, сделанные Ричардом Харрисом, тогдашним епископом Оксфорда, также повлияли на его решение.

## Ранняя политическая карьера
Оставив священство в 1991 году, Брайант сделал радикальный карьерный шаг и начал работать агентом по выборам в Рабочей партии округа Холборн и Сент-Панкрас, где помог Фрэнку Добсону удержать свое место на всеобщих выборах 1992 года. С 1993 года он был местным представителем Лейбористской партии; он жил в Хакни и был избран в совет округа Хакни в 1993 году, представляя приход Либриджа и проработав до 1998 года. Он стал председателем Христианско-социалистического движения. С 1994 по 1996 год он был менеджером лондонского благотворительного фонда Common Purpose
В 1996 году он стал штатным автором, написав биографии Стаффорда Криппса и Гленды Джексон. Он был кандидатом от лейбористов от штата Викомб на всеобщих выборах 1997 г. (на которых он проиграл на 2370 голосов). С1998 г. глава отдела европейских дел BBC

## Карьера в парламенте
Стал членом парламента на всеобщих выборах 2001 года, набрав 16 047 голосов, что является одним из крупнейших в стране.
В 2003 году Брайант проголосовал за участие в войне в Ираке. Он является членом Лейбористской группы друзей Израиля и Лейбористской группы друзей Палестины и Ближнего Востока.
С 2004 по 2007 год Брайант был председателем лейбористского движения За Европу, его сменила Мэри Криг, депутат парламента. Брайант является подписантом принципов Общества Генри Джексона.
5 сентября 2006 года вместе с Сионом Симоном он координировал выдающееся письмо, которое было подписано 15 лейбористами, призывающими к немедленной отставке Тони Блэра.
Брайант был личным секретарем Государственного секретаря по конституционным вопросам Чарли Фальконера. Осенью 2008 года в результате перестановок Гордона Брауна Брайант был повышен с должности личного секретаря парламента на министерскую должность заместителя председателя Палаты общин, известного как парламентский секретарь Палаты общин. За этим последовала еще одна перестановка в июне 2009 года, когда он перешел в Министерство иностранных дел и по делам Содружества в качестве парламентского заместителя госсекретаря по иностранным делам. 13 октября 2009 года он также был назначен министром по делам Европы.

## Личная жизнь
Брайант вступил в гражданское партнерство с Джаредом Крэнни 27 марта 2010 года. Церемония была первым гражданским партнерством, когда-либо проводившимся в палатах парламента. Теперь они женаты. Брайант живет в Порте в Рондде.
В марте 2019 года Брайант сообщил, что перенес операцию по поводу рака кожи.
Примечания
1. ↑  Deutsche Nationalbibliothek Record #1026810930 // Gemeinsame Normdatei (нем.) — 2012—2016.
2. 1 2  Christopher John BRYANT // Единый государственный реестр юридических лиц — 1988.
3. ↑  https://www.workwithdata.com/person/chris-bryant-1962
4. ↑  Christopher Hope (3 ноября 2019). Labour MP Chris Bryant is backed by senior Tories including Michael Gove to succeed John Bercow as Speaker. The Telegraph. Архивировано 13 ноября 2019. Дата обращения: 22 января 2020.
5. ↑  Голосуй «От Противного», или Сексуальные меньшинства на выборах. Часть первая. На «диком» Западе. Дата обращения: 19 января 2012. Архивировано 5 марта 2016 года.
6. ↑  МИД Британии назначил ответственного за Россию
7. ↑  Открытое письмо против политических репрессий в России. Дата обращения: 3 ноября 2019. Архивировано 3 ноября 2019 года.
8. ↑  Moss, Stephen (18 March 2010). "Chris Bryant: 'I don't think of myself as a gay MP' Архивная копия от 9 сентября 2013 на Wayback Machine". The Guardian. London. Archived from the original on 9 September 2013.